# Oton (rimski cesar)
Oton (latinsko Marcus Salvius Otho Caesar Augustus), rimski cesar, * 28. april 32, † 16. april 69.
Vladal je v letu štirih cesarjev, od 15. januarja do 16. aprila 69.
| Oton (rimski cesar) Leto štirih cesarjev Rojen: 28. april 3 pr. n. št. Umrl: 16. april 69 |                                |                    |
| Vladarski nazivi                                                                          |                                |                    |
| Predhodnik: Galba                                                                         | Cesar Rimskega cesarstva 69-69 | Naslednik: Vitelij |